# Evert Jan Harmsen
Evert Jan Harmsen (Steenderen, 22 juli 1930 – Hoenderloo, 23 oktober 2005), bijgenaamd Boer Harmsen, was een Nederlands landbouwer en politicus. Namens de Boerenpartij, waarvan hij medeoprichter was, en later namens zijn eigen Groep Harmsen zat hij tussen 1963 en 1971 in de Tweede Kamer.

## Biografie
Harmsen was werkzaam als landbouwer in de Veluwse plaats Hoenderloo en kwam samen met onder meer partijvoorzitter Hendrik Koekoek na de Boerenopstand in 1963 voor de Boerenpartij in de Tweede Kamer. De partij groeide door de Tweede Kamerverkiezingen van 1967 aan tot zeven zetels. Het jaar daarop - in 1968 - stapte Harmsen na een ruzie met Koekoek uit de partij en begon zijn eigen fractie, de naar hem genoemde Groep Harmsen, behalve bestaande uit hemzelf uit nog drie spijtoptanten uit de Boerenpartij. Bij de Tweede Kamerverkiezingen van 1971 deed hij mee met de partij Binding Rechts, waarvan hij zelf de voorman was. Harmsen pleitte in die tijd voor steun aan het toenmalige apartheidsregime in Zuid-Afrika.
Deels tegelijkertijd met zijn lidmaatschap van de Tweede Kamer was hij wethouder van Apeldoorn. Vanaf 1968 was hij dat voor Binding Rechts en tot 1988 zat hij voor die partij in de gemeenteraad van die stad. In de jaren '80 is hij ook eigenaar geweest van een discotheek in Hoenderloo.
Harmsen overleed op 75-jarige leeftijd in zijn woonplaats Hoenderloo.
- Biografisch Portaal: 81744067
- Parlement.com: vg09ll1eqkyt